# نادي زين الأردني لكرة السلة

نادي زين الأردني لكرة السلة الذي يعتبر من أقوى الاندية على الصعيد المحلي والعربي والآسيوي

نادي زين هو نادي رياضي كرة سلة أردني من أقوى الاندية الأردنية وأكثرها إحرازاً للبطولات الخارجية حيث حصل على لقب الدوري الأردني عدة مرات بالإضافة إلى لقب كأس الأردن أكثر من مرة وحصل على بطولة آسيا مرة على حساب الجلاء السوري بفارق 22 نقطة عام 2006 ووصيف بطل آسيا للاندية الأبطال مرتين اعوام 2005و 2009 وكذلك توج بطلا للأندية العربية عام 2008.

## تاريخ النادي
تأسس نادي زين تحت مسمى فاست لينك في شهر 6 /2002، وقد كانت فكرة التاسيس نابعة من سياسية الشركة فاست لينك للاتصالات التي كانت تعنى بان يتم الانخراط في المجتمع المحلي. فتبلورت هذه الفكرة لدى شركة فاست لينك وتم ذلك من خلال مؤتمر صحفي تم فيه إطلاق الفكرة، ومباشرة تمت بالاجراءات الرسمية وتم ادراجه ضمن الاندية المنضوية تحت مظلة المجلس الأعلى للشباب والرياضة. وكان الهدف الأساسي من تاسيس هذا النادي هو الاهتمام بكرة السلة الأردنية، وتطويرها واعادة القها السابق في المحافل العربية والدولية.
فبدا الفريق في الدرجة الثانية، وخلال شهرين وبدون أي خسارة تأهل إلى الدرجة الأولى.
في نفس السياق كان الاعداد لفرق الفئات العمرية، حيث تم تاسيس فرق لجميع الفئات العمرية.
و في شهر 5/ 2003 تم ضم 5 لاعبين من اندية مختلفة، وكانوا هم الاميز في تلك الفترة.
واستطاع من خلال هؤلاء اللاعبين بالإضافة إلى اللاعبين الذين تم استقطابهم من الولايات المتحدة إضافة إلى المحترفين ان يحرز لقب الدوري أكثر من مره.
تم تغيير اسم النادي إلى زين بالموسم 2007/2008 وظهر الأول مره بالاسم الجديد في بطولة دبي الدولية التي وصل فيها إلى النهائي وخسر بفارق سلة وفي الوقت القاتل امام النادي الرياضي اللبناني.
في موسم 2010 قامت إدارة نادي زين بالانسحاب من بطولة الدوري الأردني للحترفين (دوري مدرار سبورت)كما قامت الإدارة الانسحاب من بطولة غرب آسيا نظرا لعدم السماح للمدرب ماز تراخ والمحترف انتيريو ليت من الدخول إلى الأراضي الإيرانية بسبب عدم حصولهم على التأشيرات. وبعد مشاركة المنتخب الأردني لكرة السلة في كأس العالم تركيا 2010 أصدرت إدارة نادي زين بيانا كان كالصدمة لكل عشاق النادي، كان البيان بتاريخ 22-9-2010 وقد نص على حل الفريق الأول.

## إنجازات الفريق محليا
- بطل دوري الدرجة الثانية (D2) عام 2002.
- بطل دوري الدرجة الأولى (D1) عام 2003.
- تأهله إلى دوري الدرجة الممتازة عام 2004.
- بطل الدوري الأردني اعوام 2004-2005-2006-2007-2008-2009.
- بطل كأس الأردن اعوام 2004-2005-2006-2007-2009.
- وصيف كأس الأردن عام 2008 بعد الخسارة من الأرثوذكسي بمجموع مباريات 2-1.
- بطل كأس الأردن لعام 2009 بعد تغلبه على الرياضي اراميكس في النهائي.
- بطل الدوري الأردني لعام 2009 بعد تغلبه على نادي العلوم التطبيقية بمجموع اللقاءات 3-1.

## إنجازات الفريق الخارجية
- عام 2003 حصل على بطولة الشارقة الدولية كأول انجاز خارجي.
- عام 2006 توج بأغلى الألقاب (بطل كاس الأندية الأسيوية بالكويت) بعد الفوز على نادي الجلاء السوري بفارق كبير.
- عام 2008 بطل الأندية العربية بالأردن بعد الفوز على نادي الحكمة اللبناني.
- وصيف بطولة الأندية العربية عام 2005 بعد الخسارة من نادي الرياضي اللبناني.
- وصيف بطولة الأندية الأسيوية 2005 بعد الخسارة في النهائي من نادي الريان القطري.

وصول نادي زين إلى نصف نهائي بطولة غرب آسيا بالفريق الرديف عام 2008.
- وصيف بطولة دبي الدولية الودية لكرة السلة أعوام 2005-2008-2009 وحصوله على المركز الثالث عام 2007.
- وصيف بطولة غرب آسيا الثانية عشر التي اقيمت في عمان لعام 2009 بعد خسارته من مهرام الإيراني.
- وصيف بطولة الأندية الأسيوية 2009 بعد الخسارة في النهائي من نادي مهرام الإيراني.[4]

## تشكيلة الاعبين لموسم 2008–09
- موسى العوضي
- زيد الخص
- سام دغلس
- جمال المعايطة
- محمد حمدان
- انفرشوابسوقة
- موسى بشير
- محمد بشناق
- أيمن دعيس
- راشيم رايت
- فضل النجار
- علي الزعبي
- محمد شاهر
- انتيريو ليت- محترف
- رودريدك ريللي- محترف
- ماريو بالما- مدرب الفريق
- غوميز - مساعد المدرب
- مراد بركات - مدير الجهاز التدريبي
- ارسلان شوابسوقة - مساعد
- نصوح القادري- رئيس الفريق
- احمد سرحان ''' التيناوي''' - محرر المقالة

## وصلات خارجية
- موقع النخبة جوردنيان فورس ايفر
- موقع مدرار سبورت
- موقع كوووره / كرة السلة
- موقع السلة الآسيوية/ السلة الأردنية